# Courgenay (Yonne)
Courgenay és un municipi francès, situat al departament del Yonne i a la regió de Borgonya - Franc Comtat. L'any 2007 tenia 538 habitants.

## Demografia

### Població
El 2007 la població de fet de Courgenay era de 538 persones. Hi havia 240 famílies, de les quals 67 eren unipersonals (16 homes vivint sols i 51 dones vivint soles), 98 parelles sense fills, 55 parelles amb fills i 20 famílies monoparentals amb fills.
La població ha evolucionat segons el següent gràfic:
Habitants censats

### Habitatges
El 2007 hi havia 321 habitatges, 236 eren l'habitatge principal de la família, 53 eren segones residències i 33 estaven desocupats. 311 eren cases i 8 eren apartaments. Dels 236 habitatges principals, 191 estaven ocupats pels seus propietaris, 37 estaven llogats i ocupats pels llogaters i 8 estaven cedits a títol gratuït; 1 tenia una cambra, 5 en tenien dues, 61 en tenien tres, 76 en tenien quatre i 93 en tenien cinc o més. 167 habitatges disposaven pel capbaix d'una plaça de pàrquing. A 109 habitatges hi havia un automòbil i a 100 n'hi havia dos o més.

### Piràmide de població
La piràmide de població per edats i sexe el 2009 era:
| Homes | Edats   | Dones |
| ----- | ------- | ----- |
| 0     | 95 o +  | 0     |
| 0     | 90 a 94 | 0     |
| 4     | 85 a 89 | 8     |
| 0     | 80 a 84 | 16    |
| 4     | 75 a 79 | 12    |
| 24    | 70 a 74 | 24    |
| 12    | 65 a 69 | 12    |
| 16    | 60 a 64 | 32    |
| 12    | 55 a 59 | 4     |
| 12    | 50 a 54 | 16    |
| 12    | 45 a 49 | 20    |
| 20    | 40 a 44 | 16    |
| 12    | 35 a 39 | 8     |
| 8     | 30 a 34 | 8     |
| 8     | 25 a 29 | 8     |
| 8     | 20 a 24 | 8     |
| 20    | 15 a 19 | 20    |
| 12    | 10 a 14 | 16    |
| 0     | 5 a 9   | 12    |
| 0     | 0 a 4   | 12    |

## Economia
El 2007 la població en edat de treballar era de 322 persones, 217 eren actives i 105 eren inactives. De les 217 persones actives 194 estaven ocupades (109 homes i 85 dones) i 23 estaven aturades (5 homes i 18 dones). De les 105 persones inactives 52 estaven jubilades, 20 estaven estudiant i 33 estaven classificades com a «altres inactius».

### Ingressos
El 2009 a Courgenay hi havia 250 unitats fiscals que integraven 571,5 persones, la mediana anual d'ingressos fiscals per persona era de 17.475 €.

### Activitats econòmiques
Dels 18 establiments que hi havia el 2007, 1 era d'una empresa alimentària, 4 d'empreses de fabricació d'altres productes industrials, 2 d'empreses de construcció, 2 d'empreses de comerç i reparació d'automòbils, 2 d'empreses d'hostatgeria i restauració, 1 d'una empresa immobiliària, 4 d'empreses de serveis i 2 d'empreses classificades com a «altres activitats de serveis».
Dels 3 establiments de servei als particulars que hi havia el 2009, 1 era un taller de reparació d'automòbils i de material agrícola, 1 lampisteria i 1 restaurant.
L'únic establiment comercial que hi havia el 2009 era una fleca.
L'any 2000 a Courgenay hi havia 17 explotacions agrícoles que ocupaven un total de 2.392 hectàrees.

## Equipaments sanitaris i escolars
El 2009 hi havia una escola elemental integrada dins d'un grup escolar amb les comunes properes formant una escola dispersa.

## Poblacions més properes
El següent diagrama mostra les poblacions més properes.